# Ardisia thyrsiflora
Ardisia thyrsiflora là một loài thực vật có hoa trong họ Anh thảo. Loài này được D.Don mô tả khoa học đầu tiên năm 1825.